# Rhabdomastix (Lurdia) furva
Rhabdomastix (Lurdia) furva is een tweevleugelige uit de familie steltmuggen (Limoniidae). De soort komt voor in het Palearctisch gebied.